# Фухтель
Фу́хтель (нем. Fuchtel «шпага, палаш; удар») — плоская сторона клинка холодного оружия. В российской традиции чаще используется термин голоме́нь.
Этим же словом назвалось и телесное наказание — наказание фухтелями, представлявшее удар по спине плашмя обнажённым клинком шпаги, сабли, тесака или палаша («фухтельный удар», «фухтель»). Отсюда выражения «дать фухтеля», «фухтельнуть», «нафухтелять», употреблявшиеся и употребляющиеся в смысле — нанести удары.
Наказание фухтелями применялось в Пруссии в XVIII веке.
Это наказание было заимствовано из Пруссии в армии Российской империи в XVIII веке и применялось вплоть до 1839 года.
Наказание фухтелями применялось главным образом в кавалерии. Оно не входило в число наказаний, назначаемых по суду, но было дисциплинарным взысканием (могло назначаться начальниками в силу их дисциплинарной власти).
Наказание это имело большое удобство в смысле скорости и лёгкости его применения, так как палаш или шпага находились всегда при себе, в то же время оно не было и особенно, по тогдашним понятиям, жестоким.
«Военно-уголовный устав» 1839 года отменил наказание фухтелями, заменив его розгами.